# Grandi Banchi di Terranova

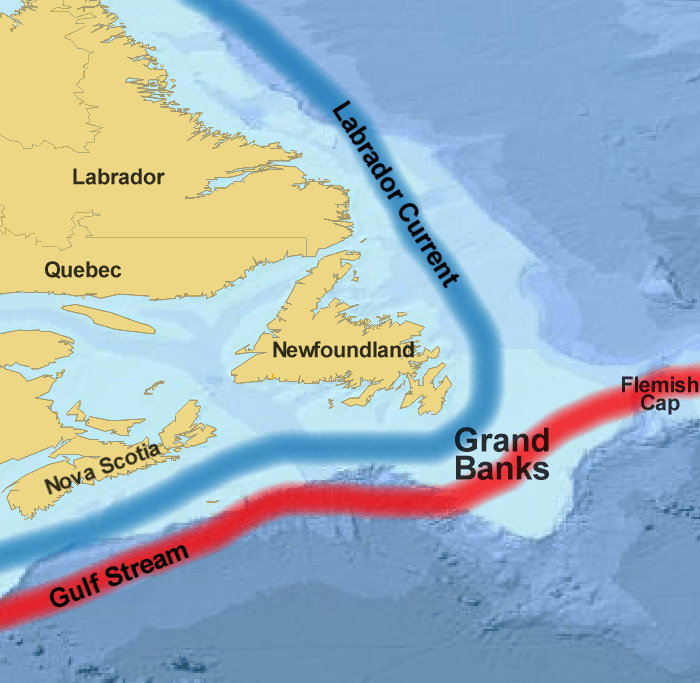
I Grandi Banchi di Terranova e le correnti oceaniche.

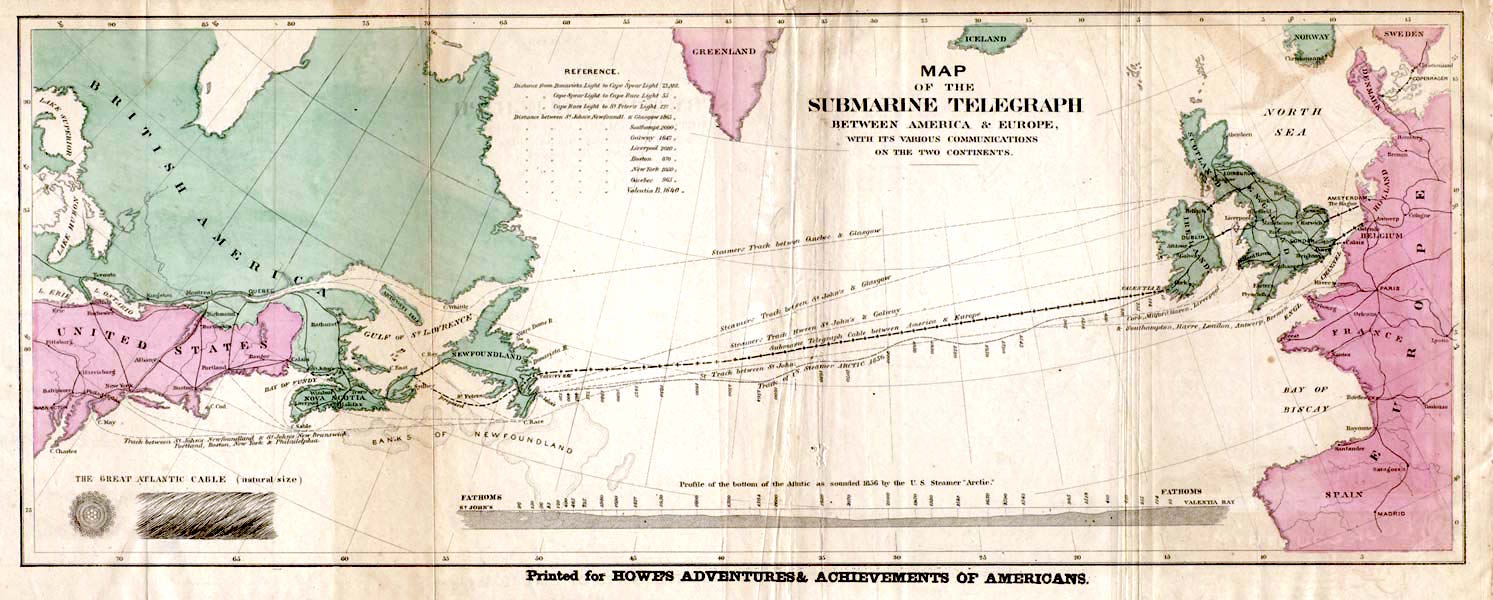
I cavi sottomarini transatlantici nel 1858.

I Grandi Banchi di Terranova, in inglese Grand Banks of Newfoundland, sono un gruppo di bassi fondali a sud-est dell'isola canadese di Terranova, che coprono una superficie di 282.500 km² e si estendono fino a circa 480 km dalla costa.
La scarsa profondità, variabile tra 25 e 100 metri, e l'incrocio tra la calda corrente del Golfo e la fredda corrente del Labrador, che sollevano dal fondale le sostanze nutrienti, ne fanno una delle zone più pescose al mondo. Il mescolarsi di acque calde e fredde è causa però anche di nebbia che, prima dell'avvento della navigazione strumentale, rendeva la zona molto insidiosa.
I Grandi Banchi di Terranova si trovano lungo la rotta ortodromica, cioè la linea più breve, che unisce Europa e America, facendone quindi una zona di intenso traffico sia navale che aereo.
Secondo la Convenzione internazionale per la salvaguardia della vita umana in mare le navi che incrociano nella zona devono "evitare per quanto possibile, i banchi di pesca di Terranova a Nord della latitudine 43° N durante la stagione della pesca".
Questa prossimità con l'Europa ha anche fatto della zona il punto di arrivo dei cavi sottomarini transatlantici che, a partire dal 1858, sono stati posati attraverso l'oceano.